# Günther Wagner (Unternehmer)

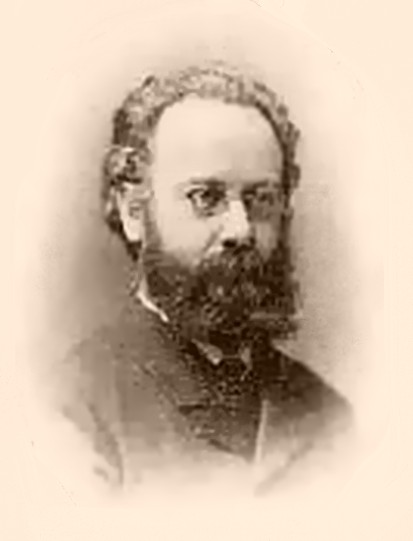
Günther Wagner

Günther Wagner (* 6. März 1842 in Hamburg; † 12. Oktober 1930 in Frauenalb, Schwarzwald) war ein deutscher Chemiker, Unternehmer und Theosoph. Er war einer der Gründer der Firma Pelikan in Hannover.

## Leben
Günther Wagner war der Sohn eines Arztes. Nachdem er das Akademische Gymnasium in Hamburg besucht hatte, studierte er Chemie in Hannover und Göttingen. Nach Beschäftigung in der Chemischen Fabrik von Eugen de Haën arbeitete er ab 1863 in der kleinen Farbenfabrik von Carl Hornemann. 1871 kaufte er die Firma und führte sie unter seinem eigenen Namen weiter.
1873 trat Wagner dem Verein Deutscher Ingenieure (VDI) bei. 1877 wurde er Mitglied der Freimaurerloge Friedrich zum weißen Pferde.
In der Frühzeit des Markenartikelgedankens ließ Wagner 1878 den Pelikan, zugleich das Familienwappen, als Schutzmarke eintragen für die von ihm produzierten Kunstfarben, Tuschen und Tinten.
1881 stellte Wagner Fritz Beindorff ein, der 1888 dann sein Schwiegersohn wurde und 1895 nun seinerseits die Firma erwarb, die mittlerweile zu den herausragenden Unternehmen der Farben-Chemie zählte vor allem aufgrund der Aquarellfarben.
Nachdem sich Günther Wagner völlig aus dem Unternehmen zurückgezogen hatte, baute er als erster ein Haus in der 1896 daher nach ihm benannten Güntherstraße im hannoverschen Stadtteil Waldhausen. Als vermögender Privatier beschäftigte sich Wagner fortan mit Philosophie, Kunst und Musik und zählte 1878 zu den Gründern der Geographischen Gesellschaft Hannover.
1895 wurde Wagner Mitglied der Theosophischen Gesellschaft. Seit 1900 bereitete er zusammen mit Ludwig Deinhard die Gründung einer deutschen Sektion der Theosophischen Gesellschaft vor. Mit dem mit ihm verwandten Wilhelm Hübbe-Schleiden war er Mitbegründer der Loge Hannover. Zudem übersetzte er seit 1902 verschiedene theosophische Werke.
Wagner lebte später einige Jahre in Lugano, dann in Berlin und ab 1920 in Frauenalb im Schwarzwald.
1995 wurde auf dem ehemaligen Firmengelände an der Podbielskistraße die Günther-Wagner-Allee angelegt.